# HJ-Streifendienst
Der HJ-Streifendienst war eine Sonderformation der Hitlerjugend (HJ), deren Aufgabe die Aufrechterhaltung der inneren Disziplin in der HJ und die Bekämpfung anderer Jugendgruppen war. Trotz enger Zusammenarbeit mit den Polizeibehörden durfte der HJ-Streifendienst keine eigenen polizeilichen Maßnahmen ergreifen, ihm fielen aber mit dem Erlass des „Gesetzes über die Hitler-Jugend“ im Jahr 1936 und dem Erlass der Jugenddienstpflicht im Jahr 1939 immer weiterreichende Kompetenzen zu. Ab 1938 diente er als Nachwuchsorganisation für die SS, insbesondere für die SS-Verfügungstruppe, die SS-Totenkopfverbände und die SS-Junkerschulen.

## Geschichte
Der Aufbau eines einheitlichen HJ-Streifendienstes wurde am 21. Juli 1934 von der Reichsjugendführung verfügt. Schon davor waren örtlich einzelne als Streifendienst bezeichnete Einheiten in der HJ gegründet worden, die vor allem die innere Disziplin in der HJ sicherstellen sollten. Zum Streifendienst sollten erfahrene und in der nationalsozialistischen Ideologie gefestigte Mitglieder der HJ zwischen 16 und 18 Jahren abgeordnet werden. Im Herbst 1935 verfügte Baldur von Schirach, dass der HJ-Streifendienst bei der Überwachung gegnerischer Jugendverbände, insbesondere der bündischen Jugend, in „strengste(m) Einvernehmen“ mit dem Sicherheitsdienst (SD) zu handeln habe.
Trotz dieser Verfügung schränkte die umfassende Dienstvorschrift für den HJ-Streifendienst vom März 1936 die Befugnisse des HJ-Streifendiensts erneut auf HJ-Mitglieder ein. Sie wurden Anfang 1937 – nach dem Erlass des „Gesetzes über die Hitler-Jugend“ im Dezember 1936 und der damit verbundenen Bestätigung der HJ als Staatsjugend – auf die „gesamte deutsche Jugend“ ausgeweitet. Die schon länger praktizierte Überwachung „bündischer Gruppen“ wurde erst in den Richtlinien vom 1. Juni 1938 ausdrücklich als Aufgabe des HJ-Streifendienstes genannt.
1938 vereinbarten von Schirach und Heinrich Himmler, Reichsführer SS, eine enge Kooperation zwischen HJ und der SS und den Ausbau des HJ-Streifendiensts zur Nachwuchsorganisation für die SS:

„Da der Streifendienst der HJ ähnliche Aufgaben durchzuführen hat wie die SS für die gesamte Bewegung, wird er als Sonderformation zur Sicherstellung des Nachwuchses für die allgemeine SS aufgebaut, doch soll auch möglichst der Nachwuchs für die SS-Verfügungstruppen, Totenkopfverbände und Junkerschulen aus dieser Formation genommen werden. … Zur Aufnahmeuntersuchung für den Streifendienst, die nach den Grundsätzen für die rassische Auswahl der SS geschieht, werden die zuständigen SS-Führer und SS-Ärzte hinzugezogen…“

Wenig später ordnete Himmler den Einsatz des HJ-Streifendienstes bei den Dienststellen der Sicherheitspolizei an.
Am 31. August 1939 wurde die Gründung eines eigenständigen BDM-Streifendienstes angeordnet, der die Aufgaben des HJ-Streifendienstes im BDM übernehmen und damit den durch den Ausbruch des Zweiten Weltkriegs zu erwartenden Personalverlust im HJ-Streifendienst auffangen sollte.
Nach Kriegsausbruch wurden im HJ-Streifendienst HJ-Feuerwehrscharen gegründet, die die durch Einberufungen personell geschwächten Feuerwehren unterstützten. In ihnen wurden zwischen 1939 und 1943 etwa 700.000 Jungen ausgebildet. Die eigentlichen politischen Aufgaben traten dadurch in den Hintergrund. Deshalb wurde der HJ-Streifendienst mit einem „Reichsbefehl der Reichsjugendführung“ am 26. August 1943 durch die Überwachungsstellen der Hitler-Jugend und die Hitler-Jugend-Streifen ersetzt, die aus erwachsenen, bei Sicherheitspolizei oder SD ausgebildeten HJ-Führern bestehen sollten. Der HJ-Streifendienst bestand als reine Nachwuchsorganisation der SS-Gliederungen weiter.
Der HJ-Streifendienst wurde als Teil der Hitlerjugend am 10. Oktober 1945 mit dem Kontrollratsgesetz Nr. 2 verboten und aufgelöst, seine Angehörigen waren im Rahmen der Entnazifizierung nach Prüfung als Hauptschuldige oder Belastete anzuklagen.

## Aufgaben
Der HJ-Streifendienst übernahm während seines Bestehens unterschiedliche Aufgaben, Kernbereich war aber immer die Kontrolle der zur HJ gehörenden Kinder und Jugendlichen auf systemkonformes Verhalten. Dieser Personenkreis vergrößerte sich zwischen 1934 und 1939 deutlich, zunächst durch das Wachstum der HJ durch Mitgliedereintritte, dann 1936 durch die Erklärung zur Staatsjugend und 1939 durch die Einführung der Jugenddienstpflicht, wodurch der HJ-Streifendienst seine Kontrolle auf alle Kinder und Jugendlichen zwischen 10 und 18 Jahren ausweiten konnte, auch auf den kleinen Personenkreis, der sich der Jugenddienstpflicht entzog.
In einem Bericht von 1937 wurden die Aufgaben folgendermaßen zusammengefasst:

„Der HJ-Streifendienst überwacht das Auftreten der gesamten, nach dem Staatsjugendgesetz in der HJ zusammengeschlossenen deutschen Jugend in bezug auf allgemeines Verhalten, Uniform, Besuch von Lokalen, Kontrolle der HJ-Heime auf Sauberkeit und Ordnung, Überwachung des Jugendwanderns und der Jugendherbergen, Ordner- und Wachdienst bei Großveranstaltungen, Zeltlagerpolizei, Transportbegleitung, Fahndung nach Vermißten, Untersuchung und Ermittlung bei Dienstvergehen und strafbaren Handlungen. Zu seinem Aufgabengebiet gehört auch weiter Beratung und Hilfe für die wandernde Jugend, Bahnhofsdienst, Schutz der Jugend vor verbrecherischen Elementen, Bekämpfung der Jugendkriminalität, Schutz des Volksvermögens vor Schädigung durch HJ-Fahrtengruppen usw.“

Die „Überwachung des Jugendwanderns und der Jugendherbergen“ wurde vor allem zur Einschüchterung und Verfolgung anderer Jugendverbände und illegaler Jugendgruppen herangezogen, noch bevor dies 1938 ausdrücklich Aufgabe des HJ-Streifendienstes wurde. Dazu wurden regelmäßig – unter anderem an Ostern und Pfingsten – an beliebten Wanderzielen alle Jugendlichen durch den HJ-Streifendienst kontrolliert, Abzeichen verbotener Organisationen, Gitarren, Liederbücher oder Zeltausrüstung wurden beschlagnahmt. Da sich der HJ-Streifendienst dabei immer wieder polizeiliche Vollmachten anmaßte und stellenweise auch Verhaftungen vornahm, protestierten staatliche Organe wiederholt gegen den Einsatz des HJ-Streifendienstes und die unterschiedslose Kontrolle aller Jugendlichen. Deshalb wurden größere Aktionen des HJ-Streifendienstes ab 1936 regelmäßig von Gestapo-Angehörigen begleitet.
Zu den besonders vom HJ-Streifendienst verfolgten Gruppen zählten in den Jahren bis 1939 unter anderem der Nerother Wandervogel und verschiedene Jungenschafts-Gruppen, aber auch alle anderen zum Teil nur durch äußerliche Merkmale der bündischen Jugend zugeordneten Gruppen. In den Kriegsjahren wurden die sogenannten „wilden Cliquen“ wie die Edelweißpiraten, die Leipziger Meuten oder die Swing-Jugend mit besonderer Schärfe verfolgt.

## Struktur
In der 1938 getroffenen Vereinbarung zwischen von Schirach und Himmler über die Kooperation zwischen HJ und SS wurde auch die Sollstärke des HJ-Streifendienstes festgelegt. Danach musste in jedem HJ-Bann eine Gefolgschaft des HJ-Streifendienstes bestehen, also etwa 150 Jungen. Daraus lässt sich eine Sollstärke von 100.000 bis 120.000 Streifendienst-Angehörigen ableiten, die während des Zweiten Weltkriegs durch die Gründung der HJ-Feuerwehrscharen nochmals anstieg.
Organisatorisch waren die Einheiten des HJ-Streifendienstes direkt an die Personalämter der HJ-Gebiete angegliedert, sie standen also außerhalb der normalen Befehlsstruktur des HJ-Banns. Die Personalämter gewährleisteten auch die enge Verzahnung mit den Dienststellen der Sicherheitspolizei, der Gestapo und des SD.